# Ла-Серена (Бадахос)

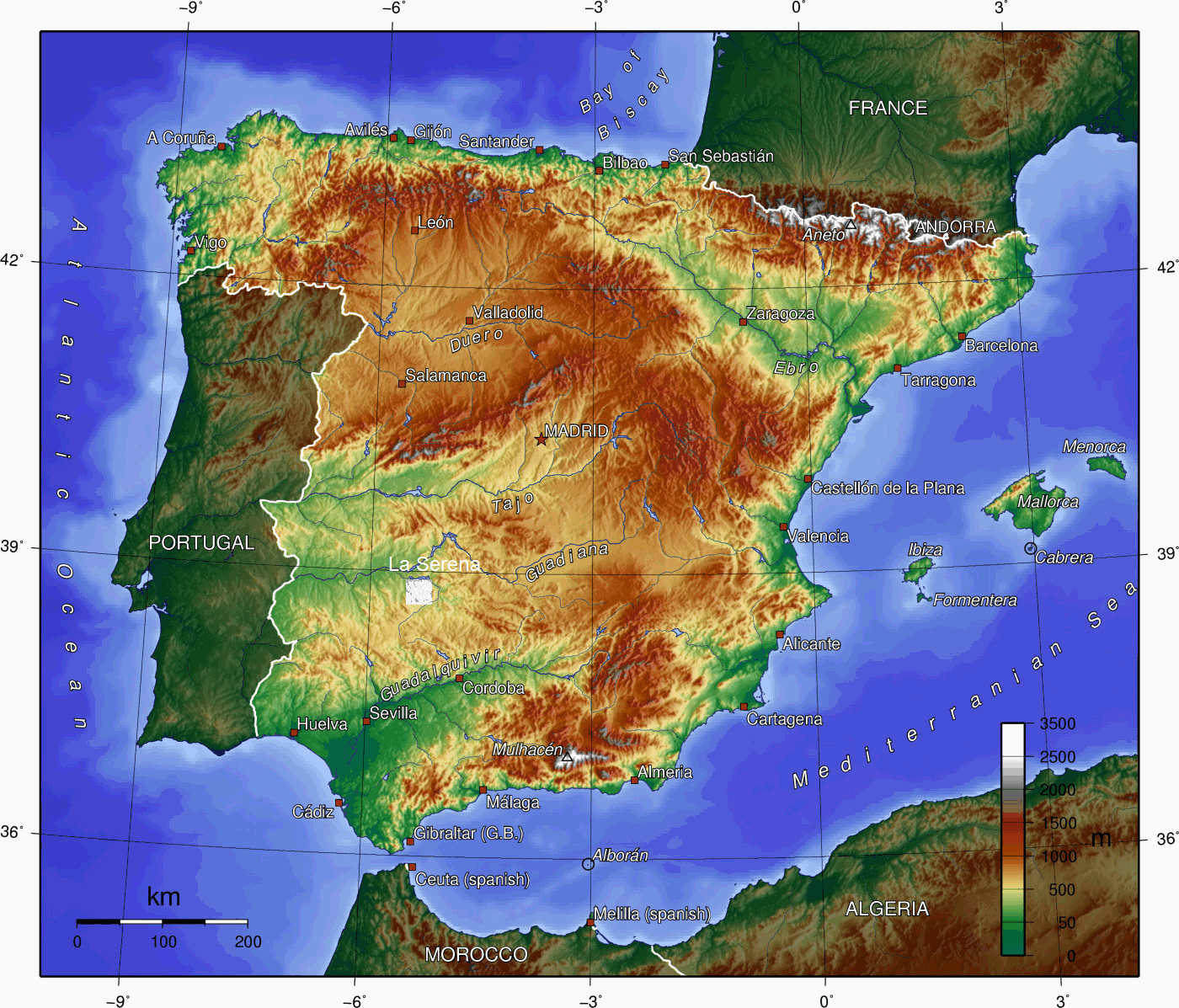

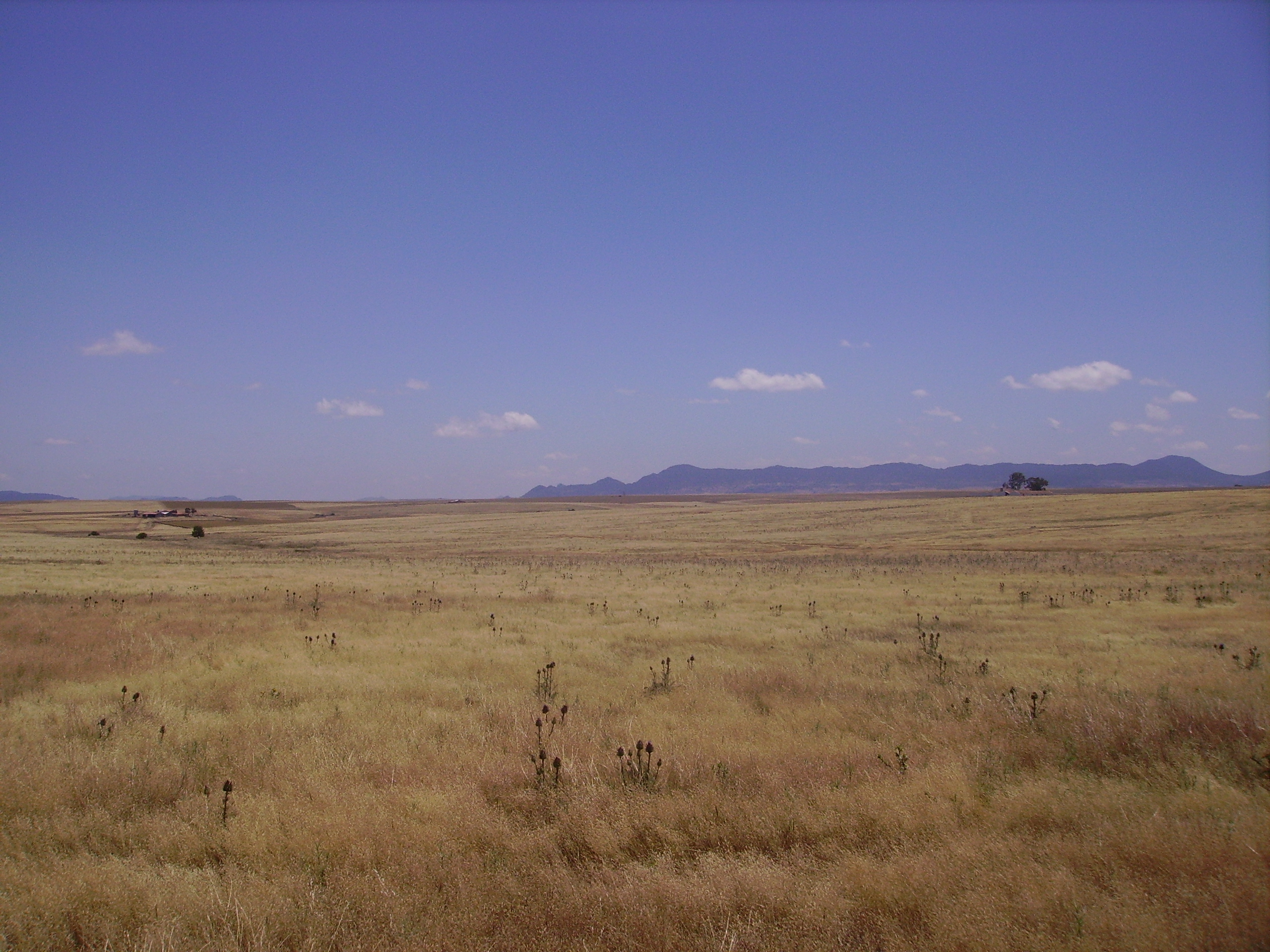

Ла-Серена (исп. La Serena (Badajoz))  — район (комарка) в Испании, входит в провинцию Бадахос в составе автономного сообщества Эстремадура.
Население территории составляет около 39 000 человек.

## География
Этот район основан на природном регионе, включающем в себя равнины и некоторые низменности Сьерра-Морены. Климат имеет континентальный, с сильными колебаниями.
Здесь произрастает мелкая трава, которой питаются местные овцы меринос, с помощью которых производят знаменитую шерсть, а также молоко. Оно идет на производство известного сыра La Serena, который имеет статус PDO.

## Муниципалитеты
1. Кампанарио
2. Кастуэра
3. Кабеса-дель-Буэй
4. Кинтана-де-ла-Серена
5. Саламеа-де-ла-Серена
6. Вильянуэва-де-ла-Серена
7. Навальвильяр-де-Пела